# Zenonas Streikus
Zenonas Streikus (* 1954 in Konstantinava, Rajongemeinde Rokiškis) ist ein litauischer Politiker und Psychologe.

## Leben
Nach dem Abitur an der Mittelschule absolvierte Zenonas Streikus 1978 das Diplomstudium der Psychologie an der Vilniaus universitetas. 1993 und 1996 bildete er sich weiter in USA.
Von 1990 bis 1995 leitete er den Deputatenrat der Gemeinde Druskininkai. Seit 2016 ist er Mitglied im Seimas.
Zenonas Streikus ist Mitglied von Lietuvos socialdemokratų partija.
Von 1992 bis 1995 leitete er den Verband Lietuvos psichologų sąjunga.